# Lozice
Lozice là một làng thuộc huyện Chrudim, vùng Pardubický, Cộng hòa Séc.